# Hummeratsried
Hummeratsried ist ein Gemeindeteil der Stadt Marktoberdorf  im Landkreis Ostallgäu im bayerischen Regierungsbezirk Schwaben.
Der Weiler auf der Gemarkung Sulzschneid liegt südlich des Hauptortes Marktoberdorf. Nördlich des Ortes fließt der Kühemoosbach und südwestlich die Lobach, östlich verläuft die St 2008. In dem als Weiler eingestuften Ort gibt es 11 Wohngebäude (2021).

## Bauwerke

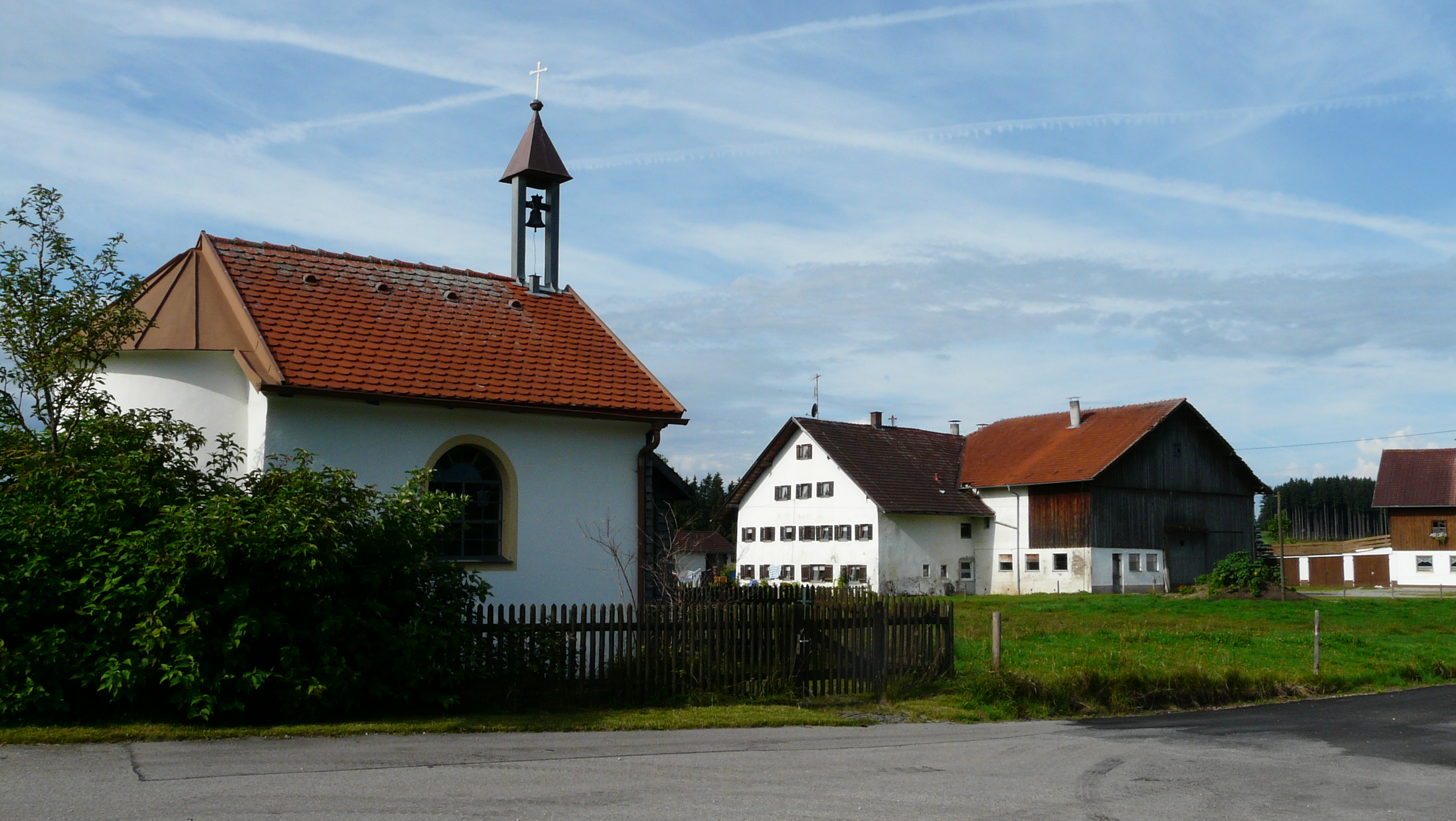
Kapelle St. Magnus (2009)

In der Liste der Baudenkmäler in Marktoberdorf ist für Hummeratsried ein Baudenkmal aufgeführt:
- Die 1848 erbaute katholische Kapelle St. Magnus ist ein kleiner Satteldachbau mit Rundbogenfenstern.[4]